# Angelina Ballerina (Fernsehserie)
Angelina Ballerina (Alternativtitel: Angelina Ballerina – Eine Maus schlägt Kapriolen) ist eine britische Zeichentrickserie, die zwischen 2001 und 2003 produziert wurde. Die Geschichte basiert auf der Buchvorlage Angelina Ballerina von Katharine Holabird. Die Serie wurde 2009 als 3D-Animationsserie mit dem Titel Angelina Ballerina – Kleine Maus ganz groß! fortgesetzt.

## Handlung
Das kleine Mäusemädchen Angelina ist fasziniert vom Ballett und hat den Traum, später eine berühmte Ballett-Tänzerin zu werden. Im Kinderballett, welches von Fräulein Lilly geleitet wird, ist sie die Beste und Lilly plant eine Ausführung des Stücks „Rosenprinzessin“, in welchem Angelina die Hauptrolle spielen soll. Auf ihrem Weg zum Erfolg muss sie sich ihren Ängsten stellen und neue Herausforderungen meistern.

## Produktion und Veröffentlichung
Die Serie wurde von 2001 bis 2003 in Großbritannien produziert. Dabei sind 2 Staffeln mit 39 Folgen entstanden. Regie führte Roger McIntosh. Die Produktion übernahmen Grand Slamm Children’s Film und HIT Entertainment PLC.
Die deutsche Erstausstrahlung fand am 2. April 2002 auf KiKA statt. Weitere Ausstrahlungen erfolgten ebenfalls auf ZDF.
Die Rolle der Angelina Mouseling wird von der britischen Schauspielerin Adrienne Posta gesprochen. 

## Episodenliste

### Staffel 1
| Nr. | deutscher Titel                | englischer Titel             | deutsche Erstausstrahlung |
| 1   | Die Rosenprinzessin            | The Rose Fairy Princess      | 2. April 2002             |
| 2   | Auf dem Rummelplatz            | Angelina At The Fair         | 3. April 2002             |
| 3   | Die Ballettkarten              | The Ballet Tickets           | 4. April 2002             |
| 4   | Preisgekrönter Blumenkohl      | Midnight Muddle              | 5. April 2002             |
| 5   | Der Glückspfennig              | Lucky Penny                  | 8. April 2002             |
| 6   | Fräulein Lilly ist weg         | Miss Lilly Is Leaving        | 9. April 2002             |
| 7   | Schmetterling Artus            | Arthur The Butterfly         | 10. April 2002            |
| 8   | Zwei Mäuse in einem Boot       | Two Mice In A Boat           | 11. April 2002            |
| 9   | Das Geschenk                   | The Gift                     | 12. April 2002            |
| 10  | Der Kostümball                 | The Costume Ball             | 15. April 2002            |
| 11  | Die Überraschung               | Angelina’s Surprise          | 16. April 2002            |
| 12  | Tandem-Rennen                  | Treasure Tandems             | 17. April 2002            |
| 13  | Immer nur Paula                | Angelina’s Baby Sister       | 18. April 2002            |
| 14  | Ein Geschenk von Alice         | Alice’s Present              | 19. April 2002            |
| 15  | Die Mauspocken                 | Angelina In The Wings        | 22. April 2002            |
| 16  | Fräulein Lilly kommt zum Essen | Miss Lilly Comes To Dinner   | 23. April 2002            |
| 17  | Valentinstag                   | Angelina’s Valentine         | 24. April 2002            |
| 18  | Spuren im Sand                 | The Legend Of Big Paw        | 25. April 2002            |
| 19  | Das Pokalendspiel              | The Cheese Ball Cup Final    | 26. April 2002            |
| 20  | Die tanzende Stoffpuppe        | The Ballerina Rag Doll       | 29. April 2002            |
| 21  | Bei Oma und Opa                | Angelina And Grandma         | 30. April 2002            |
| 22  | Der Brombeer-Dieb              | Angelina And Anya            | 1. Mai 2002               |
| 23  | Die Detektivin                 | Angelina The Mouse Detective | 2. Mai 2002               |
| 24  | Turnmeisterschaft              | The Gymnastics Championship  | 3. Mai 2002               |
| 25  | Kein Spiel für Mädchen         | No Match For Angelina        | 6. Mai 2002               |
| 26  | Ausflug zur Königin            | The Royal Banquet            | 7. Mai 2002               |

### Staffel 2
| Nr. | deutscher Titel       | englischer Titel        | deutsche Erstausstrahlung |
| 27  | Tommys Jojo           | Show And Tell           | 25. Juli 2008             |
| 28  | Kopf ab               | Heads And Tails         | 26. Juli 2008             |
| 29  | Seifenkistenrennen    | Sammy’s Club            | 27. Juli 2008             |
| 30  | Goldene Hochzeit      | The Anniversary Party   | 28. Juli 2008             |
| 31  | Das schönste Kostüm   | Henry’s Halloween       | 29. Juli 2008             |
| 32  | Die Reporterin        | Angelina, Ace Reporter  | 30. Juli 2008             |
| 33  | Kamera läuft          | Lights, Camera, Action! | 31. Juli 2008             |
| 34  | Wilfried der Zauberer | William The Conjuror    | 1. August 2008            |
| 35  | Anja, die Beste       | Anya’s Visit            | 2. August 2008            |
| 36  | Die alte Eiche        | The Old Oak Tree        | 3. August 2008            |
| 37  | Ein Angebot           | The Proposal            | 4. August 2008            |
| 38  | Maus des Jahres       | Mouse Of The Year       | 5. August 2008            |
| 39  | Das Silberhalsband    | The Silver Locket       | 6. August 2008            |

### Specials
- (The Show Must Go On / Christmas In Mouseland)
- (Angelina’s Princess Dance / Angelina And The Sleeping Beauties)
- (Angelina Sets Sail / All Dancers On Deck)